# Puerta de Velázquez

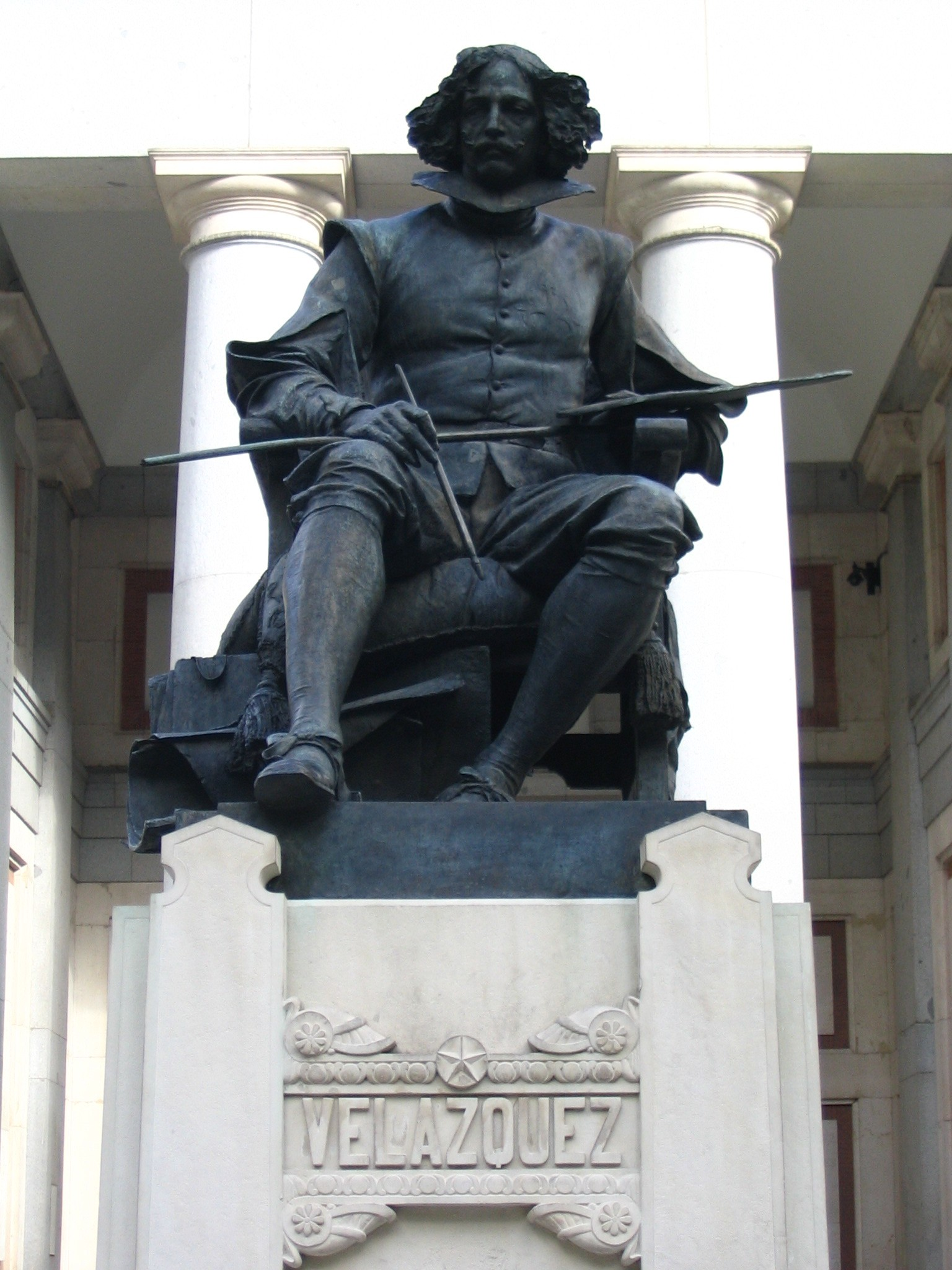
Estatua de Velázquez.

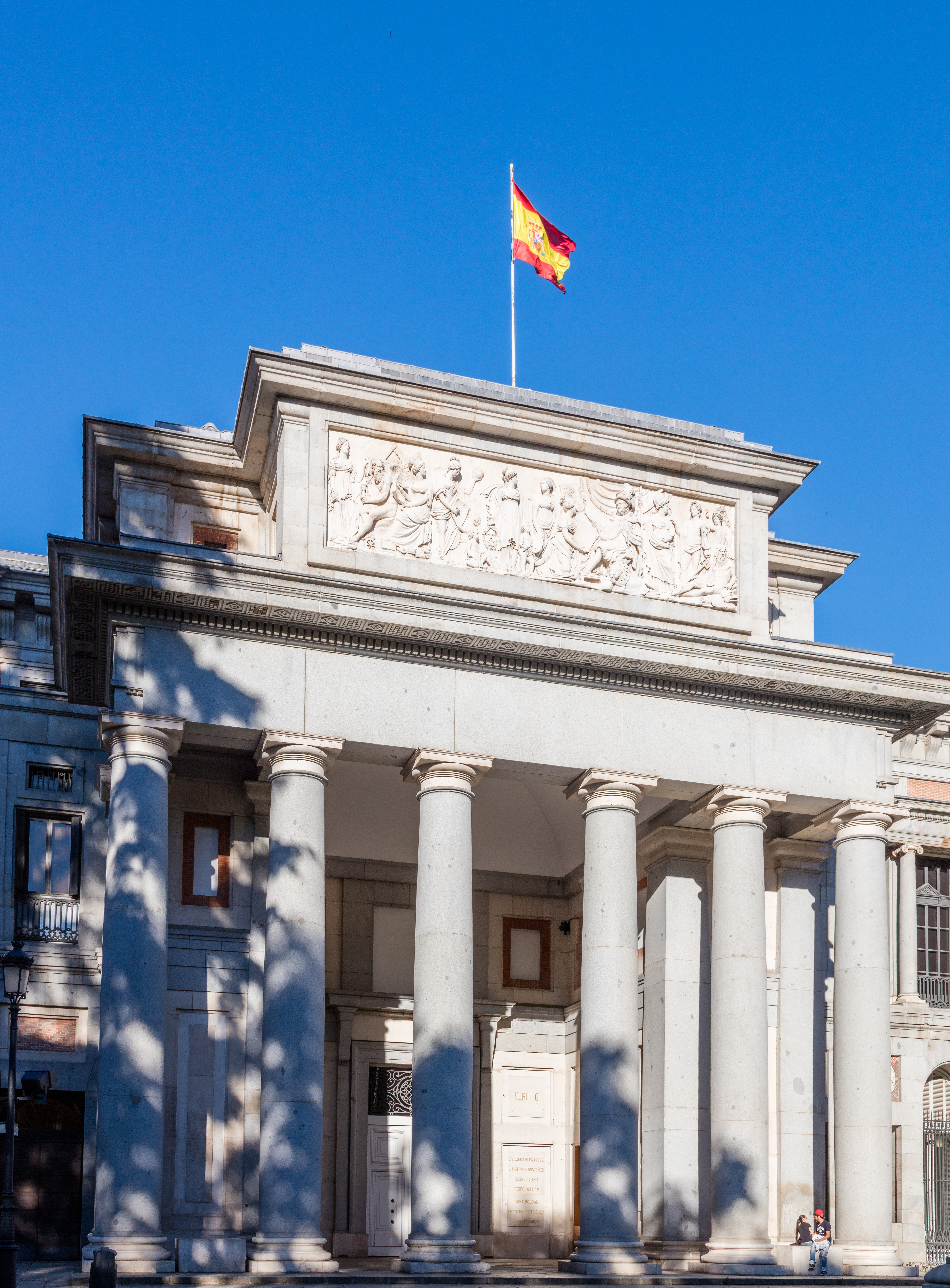
Entrada al museo situada detrás de la estatua.

La puerta de Velázquez del Museo del Prado es la principal entrada al Museo y emblema de éste. Toma su nombre de Diego Velázquez, pintor sevillano afincado en la corte de Felipe IV y que produjo importantes obras —Las Meninas, Las hilanderas y varios retratos de la familia real, entre otras—, que hoy se conservan en el Prado. Alberga un gran salón de acogida al público y es la vía de flujo más importante en el Museo, pues a través de ella se puede visitar todo el edificio de Villanueva. El friso sobre la puerta representa a Fernando VII como protector de las artes y las ciencias, junto a varios dioses de la mitología griega, como Atenea y Apolo.
La escultura que está frente a la entrada representa a Velázquez, fue construida en 1899 por Aniceto Marinas. Esta puerta fue uno de los ejes centrales de las restauraciones de 2006 y 2007: al pavimentarse las calles Ruiz de Alarcón, Casado del Alisal y Alberto Bosch, se necesitaba construir una ampliación para dotar de mayor espacio a la zona, para lo que se gastaron €42.636.006. Se adaptaron varias taquillas y servicios de seguridad en la puerta, que hasta entonces había estado cerrada al público y sólo se usaba para actos solemnes. Entre las obras de la restauración destaca la protección de la estatua de Velázquez, llevada a cabo por la empresa Ferrovial.
Finalmente, la mañana del 1 de noviembre de 2007, alrededor de las nueve de la mañana (CET), se abrió la puerta al público. A través de ella los visitantes pueden contemplar en primer plano varias obras del romanticismo español, especialmente de José de Madrazo y Francisco Pradilla.
En la actualidad, la Puerta ha abandonado su carácter público y solo se permite el acceso a través de ella en actos solemnes y visitas oficiales.